# یاسنا (استان پومرانی)
یاسنا (به لاتین: Jasna) یک روستا در لهستان است که در گمینا جژگونگ واقع شده‌است. یاسنا ۳۵۰ نفر جمعیت‌دارد.